# Juan MacLean
Juan MacLean er en producer fra USA.